# Oranjestad (Aruba)
Oranjestad (a holland kifejezés am. Narancsváros) Aruba fővárosa és legnagyobb városa. Az ország Venezuelától északra található a Karib-tengeren, fővárosa pedig a sziget északnyugati csücske közelében helyezkedik el. A helyi nyelven, (papiamentóul) gyakran „Playa”-ként, tengerparti strandként utalnak Oranjestadra.

## Történelem és kultúra
A város a Fort Zoutman erőd körül épült fel röviddel annak 1796-os elkészülte után. Eleinte nem rendelkezett hivatalos elnevezéssel, a Lovak öble (Paardenbaai hollandul) melletti városnak hívták utalva arra a helyre, ahonnan nagyszámú bennszülött és tenyésztett lovat szállítottak át Curaçaóba. A város létrejöttétől kezdve a sziget fővárosa. Az erőd a sziget egyik fő látnivalója, az adómentes kikötő és a Willem III torony mellett, amely az erőd szomszédságában található.
A város nevét az első Nassaui Vilmos orániai hercegről kapta - a holland Oránia–Nassaui-ház első örököséről. A város az 1820-as években kapta meg hivatalosan nevét, amikor aranylelőhelyeket fedeztek fel Aruba szigetén.
A város kisebb részeit ember által a tengertől elnyert földterületekre építették. A mai Renaissance-piac (korábban Tengeri piac), és a mellette elterülő Wilhelmina királynő Park pont ilyen helyen találhatók.
A holland gyarmatosítók építészeti stílusa nem annyira szembeszökő mint a szomszédos Curaçao szigetén, de azért több szép épületet építettek újjá ebben a felfogásban. Köztük van a Royal Plaza szabadtéri áruháza, valamint szórványosan néhány épület a Fő utca mentén és a Fő tér körül. Mivel a kormányzat kiemelt fontosságot tulajdonít a sziget kulturális örökségének megőrzésére, számos régi épületet újítottak fel színpompás helyi látványosságnak, ezek egyike a Népességnyilvántartó lime-színű épülete a Wilhelminastraaton.

## Gazdasága
Felszámolása előtt az Air Aruba vállalati székhelye a Brown Invest Buildingben helyezkedett el, Oranjestadban. Az Air Aruba 2000. október 23-án szüntette be tevékenységét.

## Közlekedés
Oranjestad repülőtere a Beatrix királynő nemzetközi repülőtér, amely a városközponttól 2,5 kilométerre fekszik.
Caya G. F. Betico Croes, más néven a Fő utca, nemcsak a főváros, de Aruba fő bevásárlóutcája. Az utóbbi években azonban mind a vásárló, mind a kereskedők egyre nagyobb fontosságot tulajdonítanak a Lloyd G. Smith Boulevard-nak, a város legforgalmasabb utcájának. Ez részben annak köszönhető, hogy a bulvár közelebb fekszik a pihenőhajó-terminálhoz és a kikötői kerülethez.
Oranjestadban található a sziget legnagyobb kikötője, ahol egyidejűleg öt nagy hajó köthet ki. 2003-ban több mint 200 konténerszállító hajó kötött itt ki. Egy kisebb kikötő található Barcaderában a kisebb teherhajók részére, amely öt kilométerre délkeletre helyezkedik el. Az elmúlt években több terv is készült Oranjestad kikötői kapacitásának növelésére, valamint egy jachtokat és halászhajókat ellátó marina építésére is.

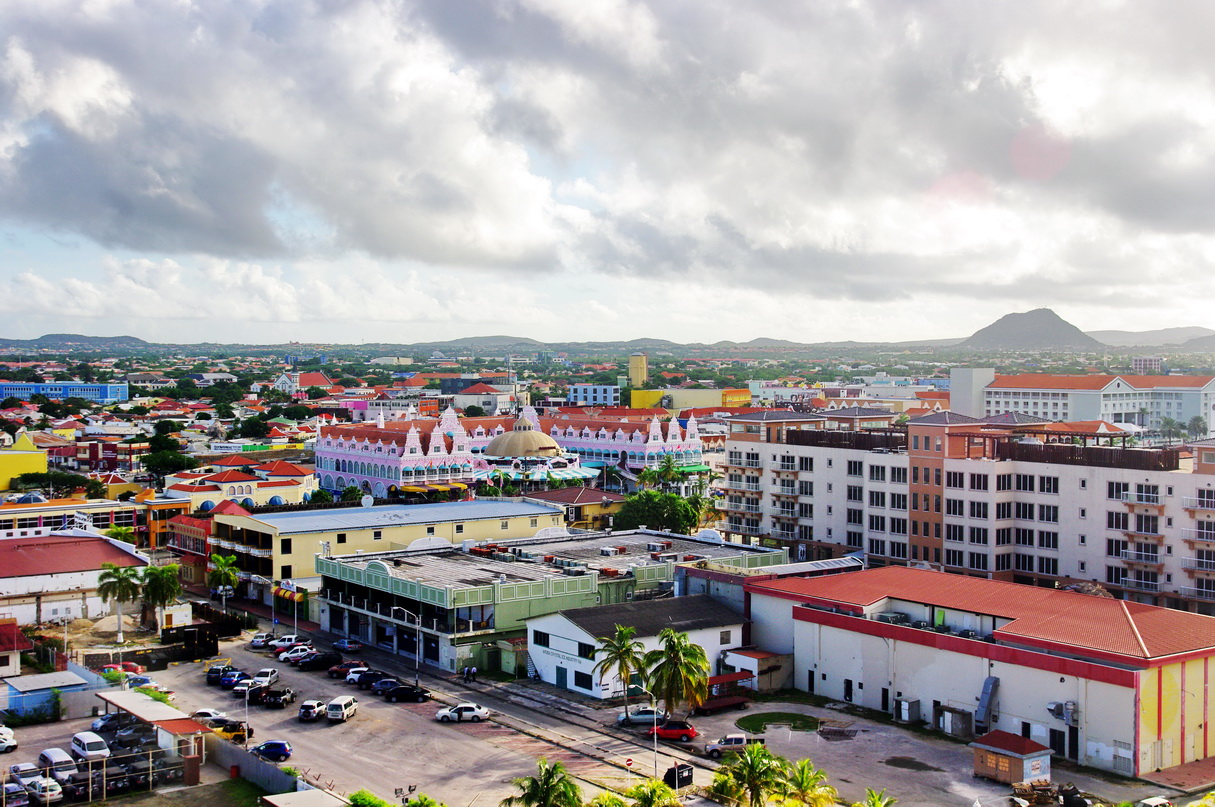
A város kikötői része
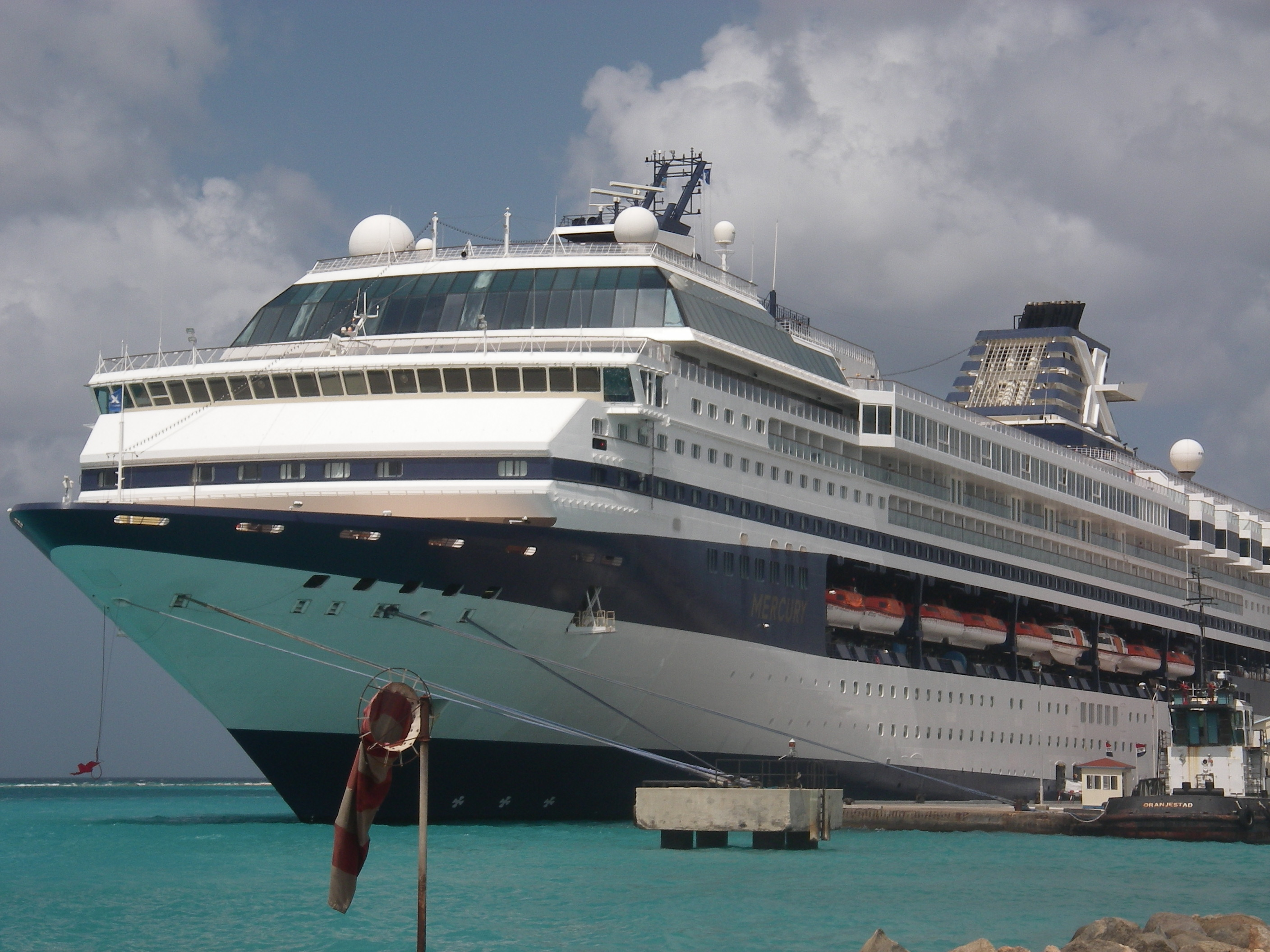
Az MV Celebrity Mercury az oranjestadi kikötőben
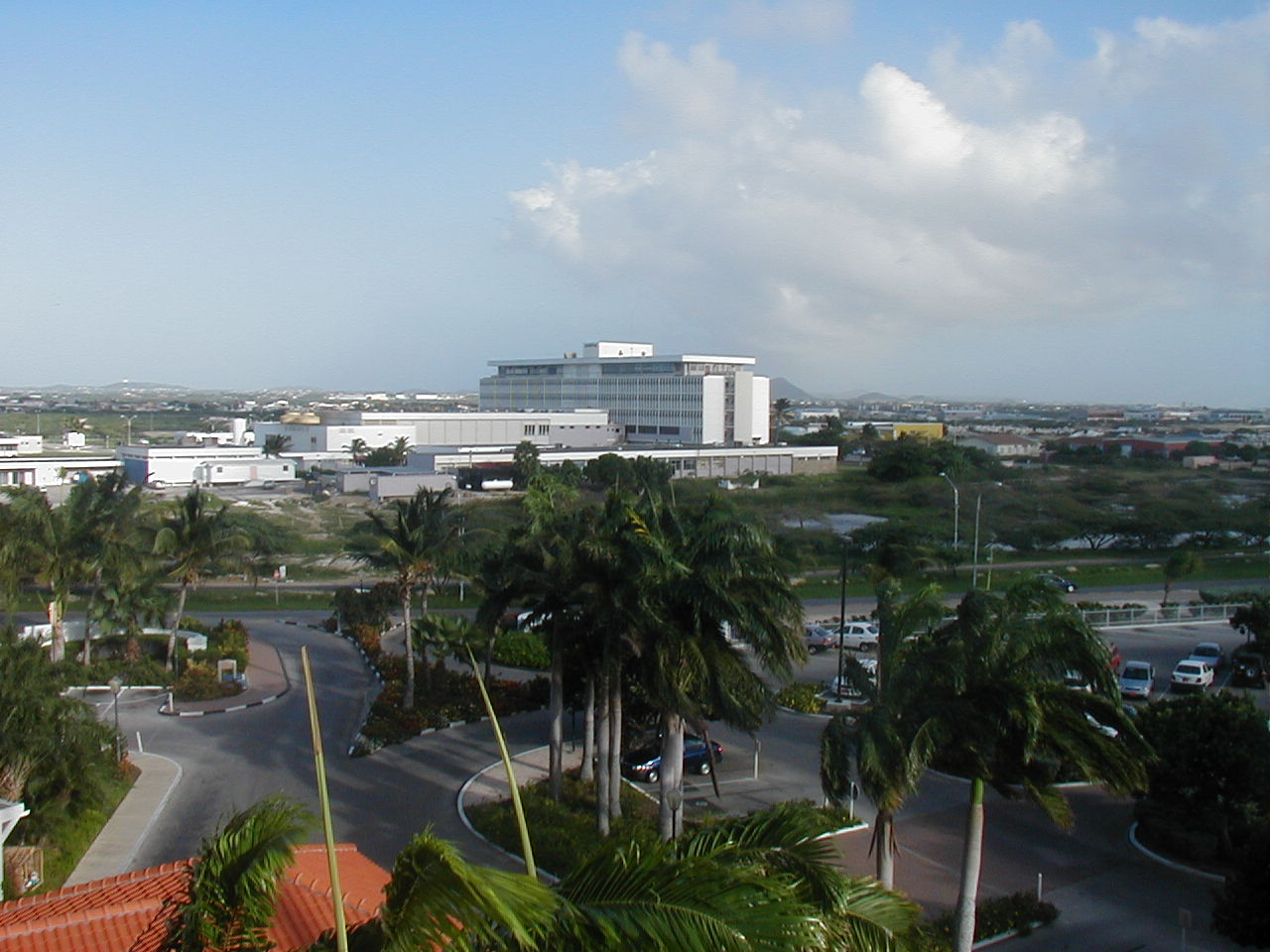
Kórház
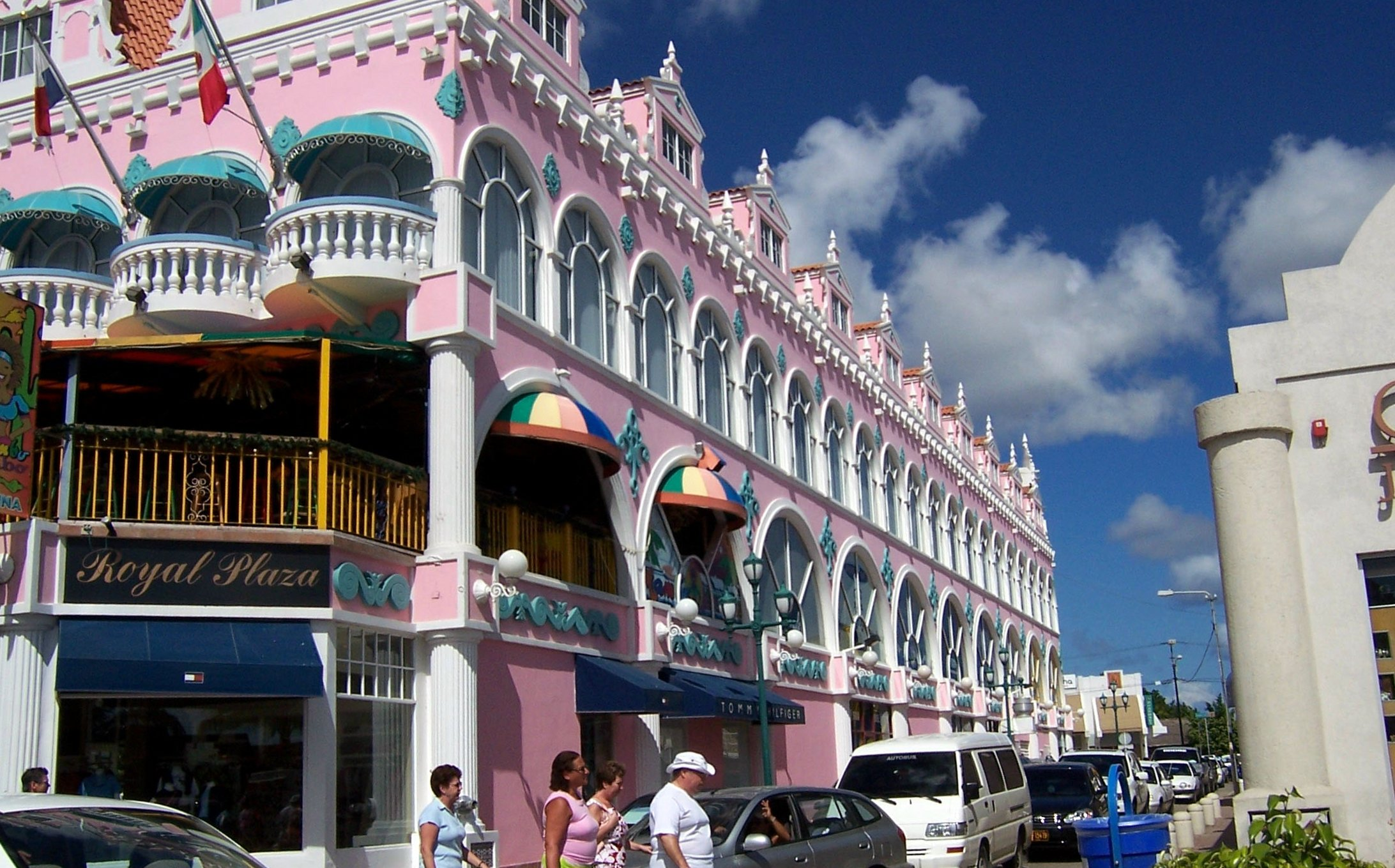

A belvárosi közlekedés, bár nem éri el más karibi szigetek zsúfoltságát, mégis egyre nagyobb aggodalomra ad okot a szigetlakóknak. A kormány nagy nyomás alatt készíti terveit a külvárosok közlekedési problémái megoldására. 2006 végén megszületett a terv egy körforgalom létesítésére a fő bulvár és a Szabad Zóna térségében, a város egyik legzsúfoltabb részén. A városrendezési terv végül 2008-ra készült el. Időközben azonban több vállalkozás is úgy döntött, hogy székhelyeiket a városon kívülre helyezik át, ami viszont más irányú infrastrukturális fejlődést indított el, a modernizáció egyben fellendítette az építőipar teljesítményét.

## Oktatás
Oranjestad egyeteme az Arubai Egyetem, jogi és közgazdasági tanszékekkel, valamint itt található a Colegio Arubano, a sziget második legnagyobb középiskolája. A képzési intézmények a holland rendszer szerint oktatnak, és sok tanuló vagy hallgató folytatja tanulmányait magasabb szinten Hollandiában.
Oranjestadban található még a Xavier Orvostudományi Egyetem, amely amerikai rendszerű orvosképzést biztosít, itt minden előadás angolul folyik.

## Sport
- River Plate Aruba futballklub